# Dicliptera cernua
Dicliptera cernua är en akantusväxtart som först beskrevs av Christian Gottfried Daniel Nees von Esenbeck, och fick sitt nu gällande namn av John Charles Manning och Goldblatt. Dicliptera cernua ingår i släktet Dicliptera och familjen akantusväxter. Inga underarter finns listade i Catalogue of Life.